# 代代木公园
35°40′19.11″N 139°41′51.67″E / 35.6719750°N 139.6976861°E

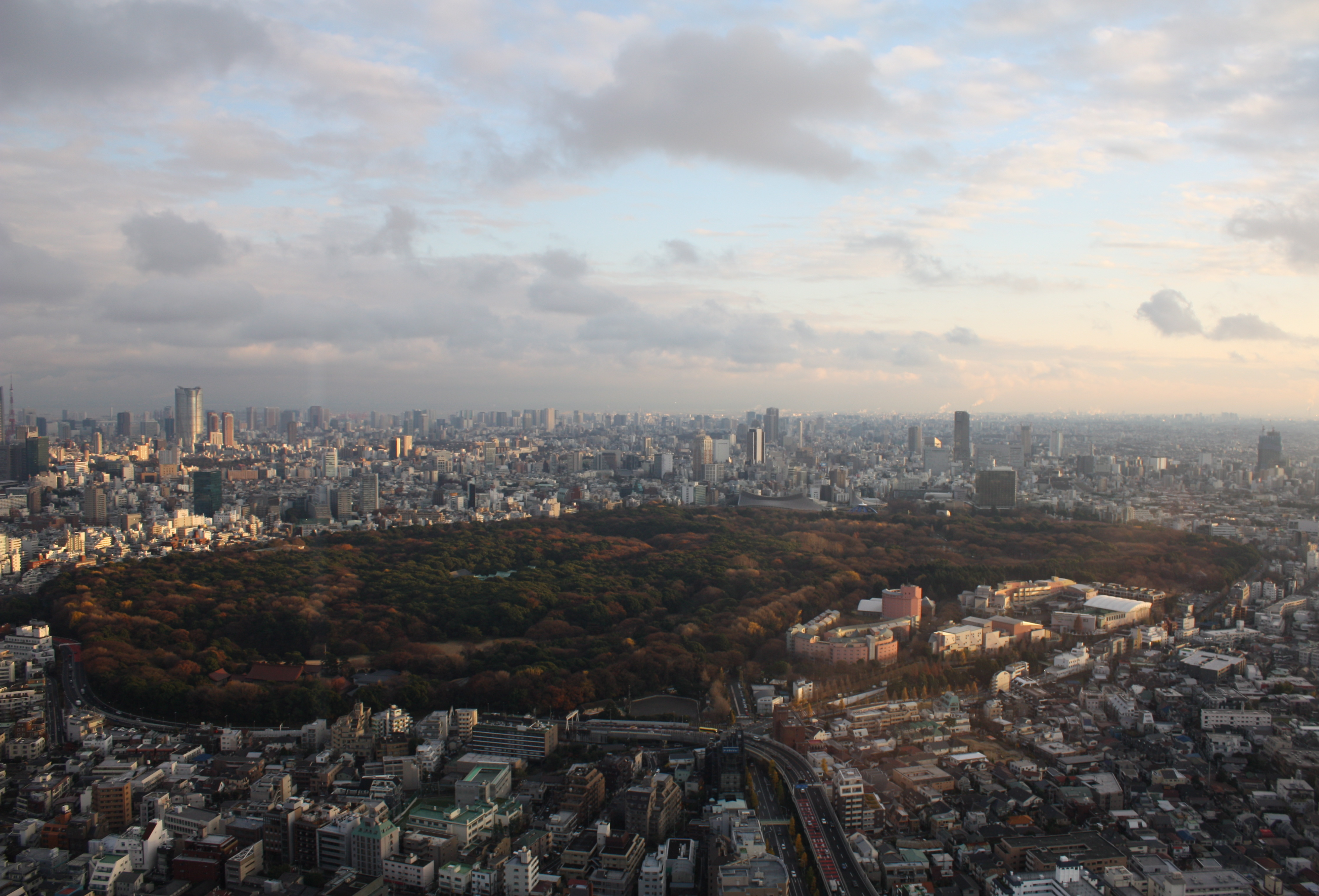
从新宿公园塔鸟瞰代代木公园及明治神宮全景

代代木公园是位于日本东京都涩谷区代代木的公园，紧邻明治神宫，為東京的大型都市公園之一。由東京都建設局委託東京都公園協會管理。
代代木公园占地面积54万平方米，在东京23区的都市公园中排名第四位，仅次于葛西臨海公園、水元公園与舍人公园，在東京都心的公園中則是規模最大的。与相邻的明治神宫夜间禁止入内不同，代代木公园為24小時開放，並免費進入。

## 历史
代代木公园的所在地曾经是被称为“代代木之原”的日本陆军代代木练兵场。日本在第二次世界大战战败后变成驻日美军的宿舍设施「華盛頓高地」（Washington Heights），在1964年还给日本后改建为东京奥运会代代木選手村，使用后再改建为现在的代代木公园，于1967年开园。
2014年8月下旬起，陸續有進入過代代木公園的遊客感染登革熱。同年9月4日在公園內的蚊子檢查出登革熱病毒，東京都因此關閉此公園，並進行噴藥除蚊。疫情曾擴散至鄰近的NHK广播电视中心和東京都其他公園，在沒有新病例發生後，同年10月31日起公園恢復開放。此疫情為日本在1950年代後首次發生的本土疫情，這段期間共有160名病例。

## 图库

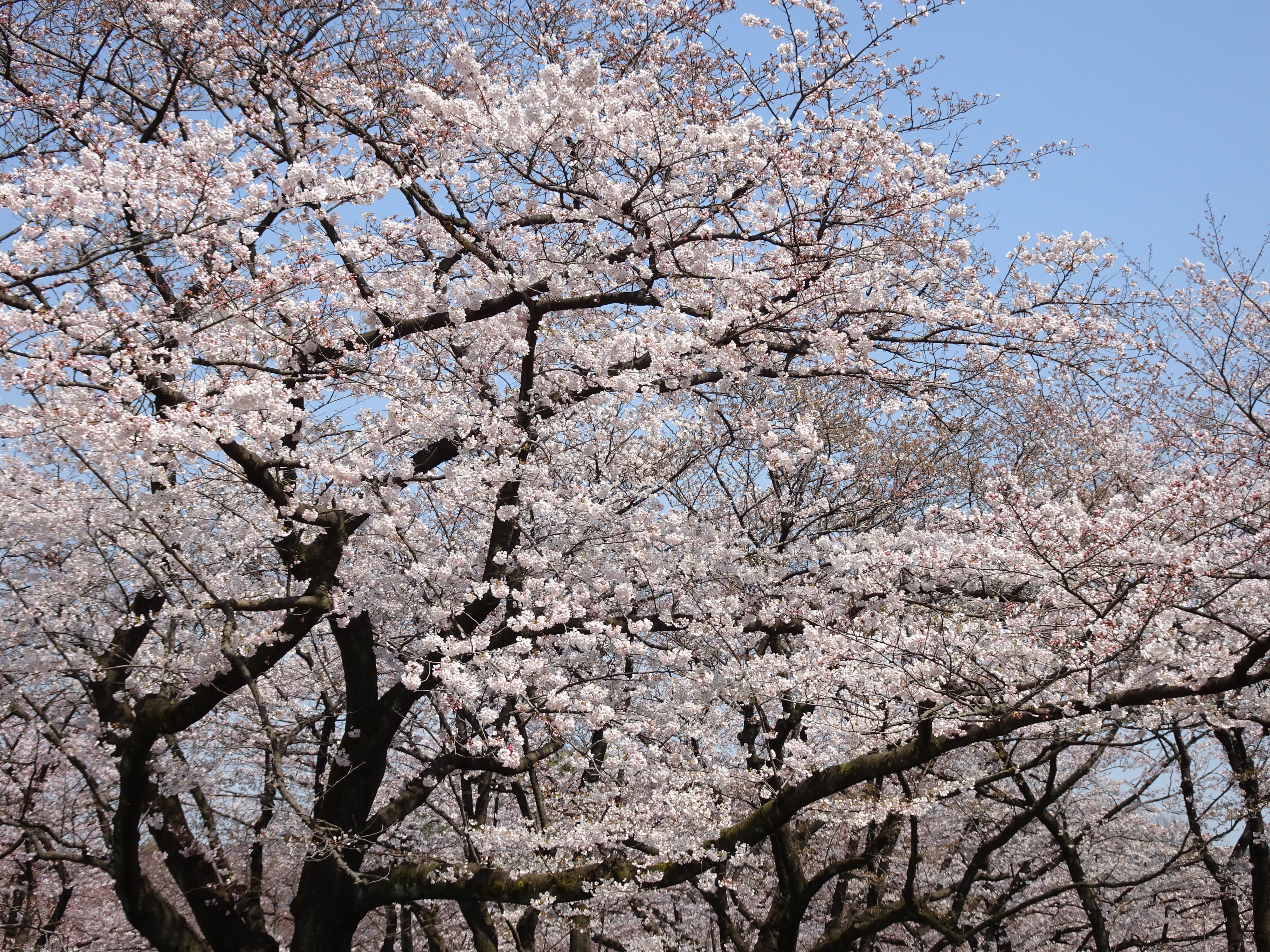
代代木公园的樱花
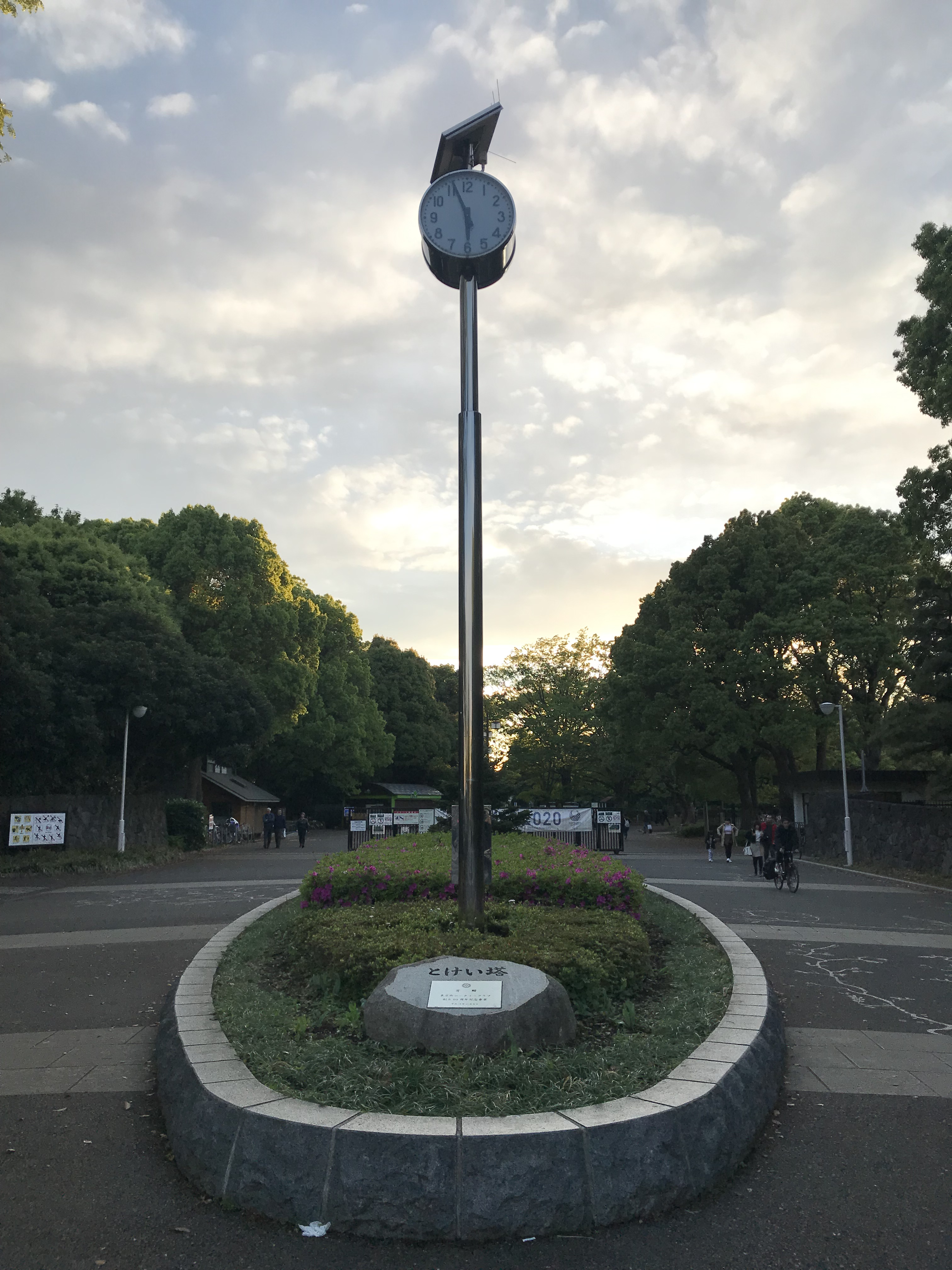
时钟塔（とけい塔）
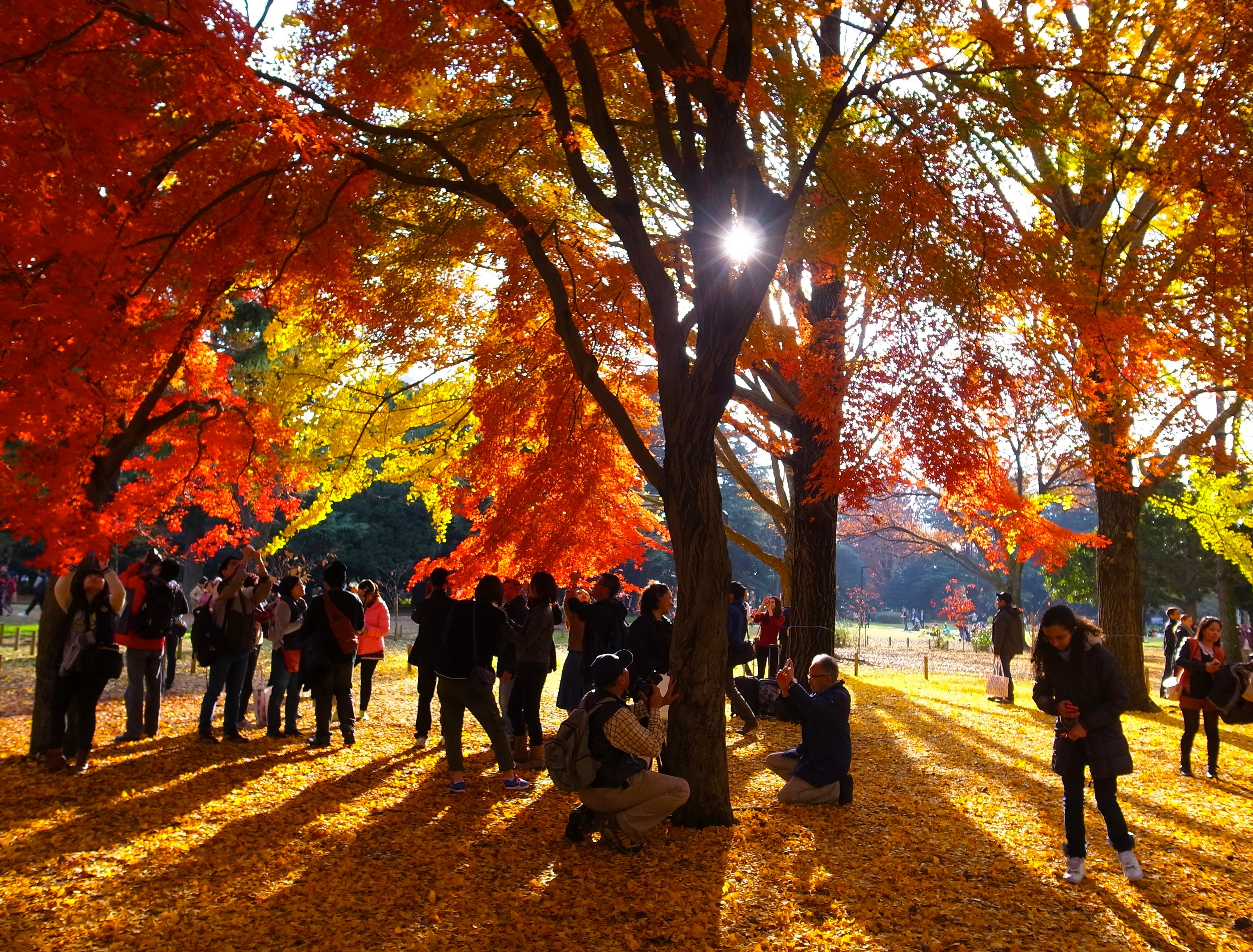
代代木公园的红叶
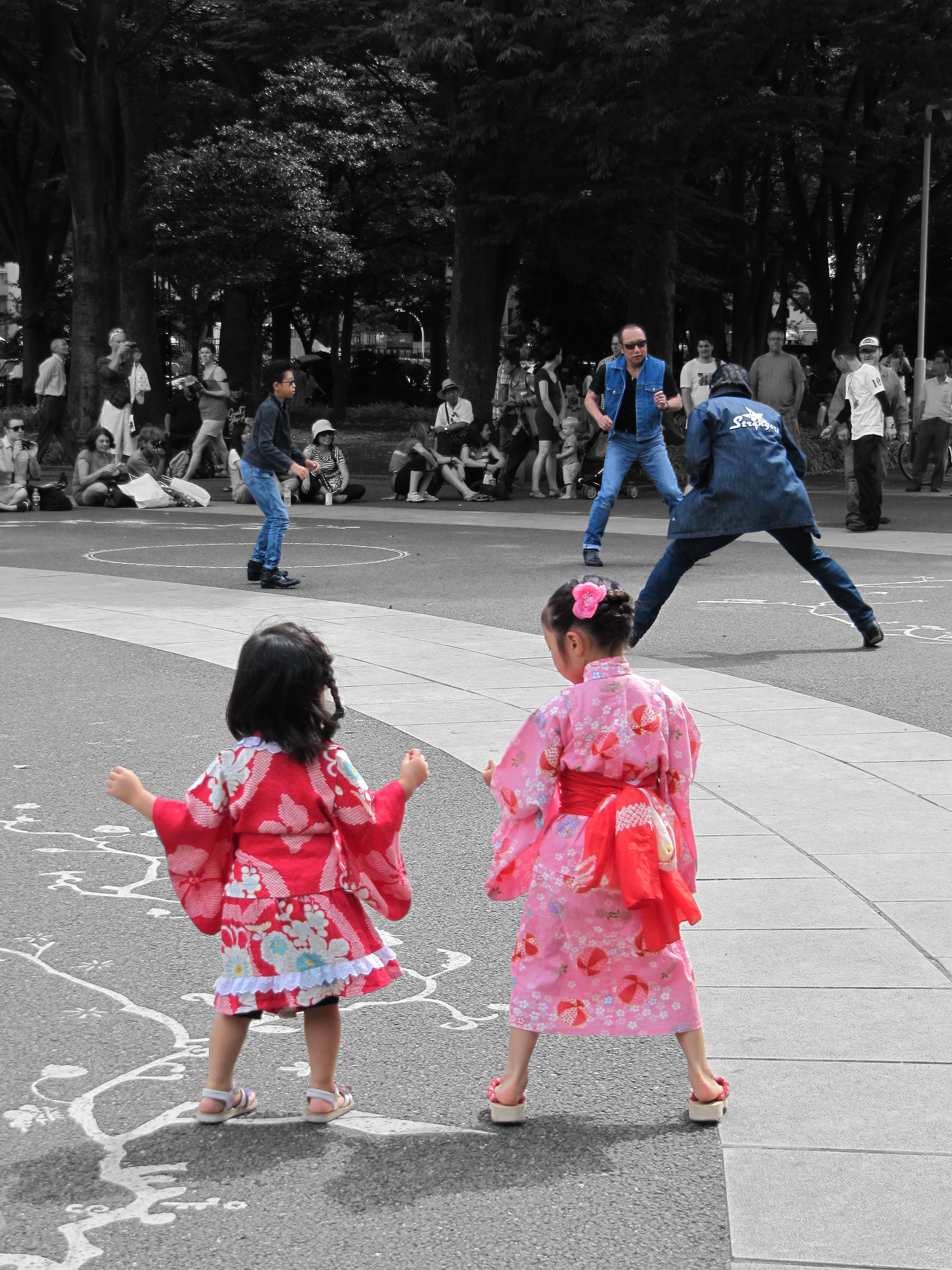
街舞和少女
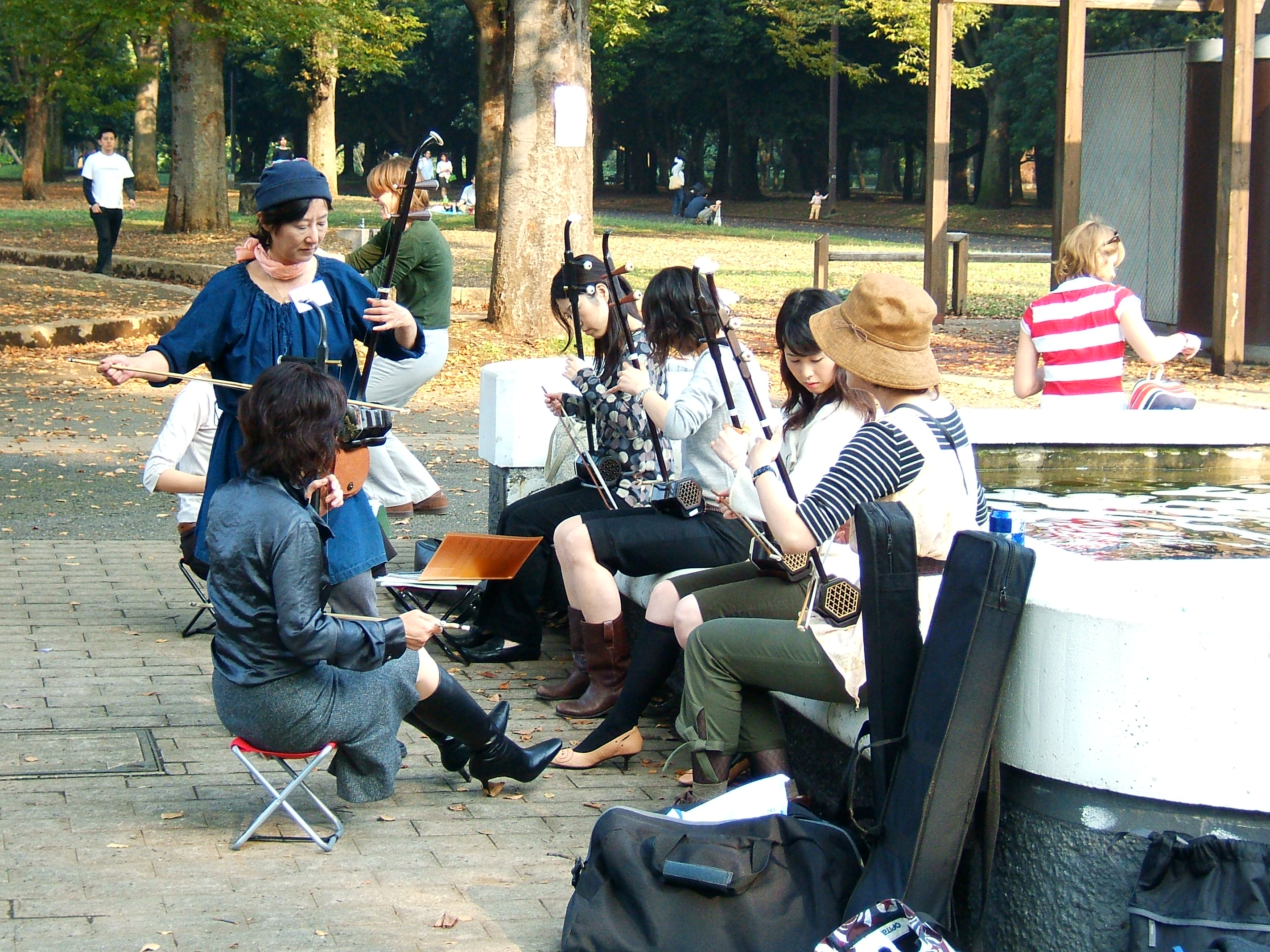
二胡的集体演奏
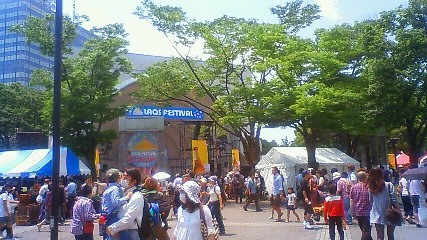
广场
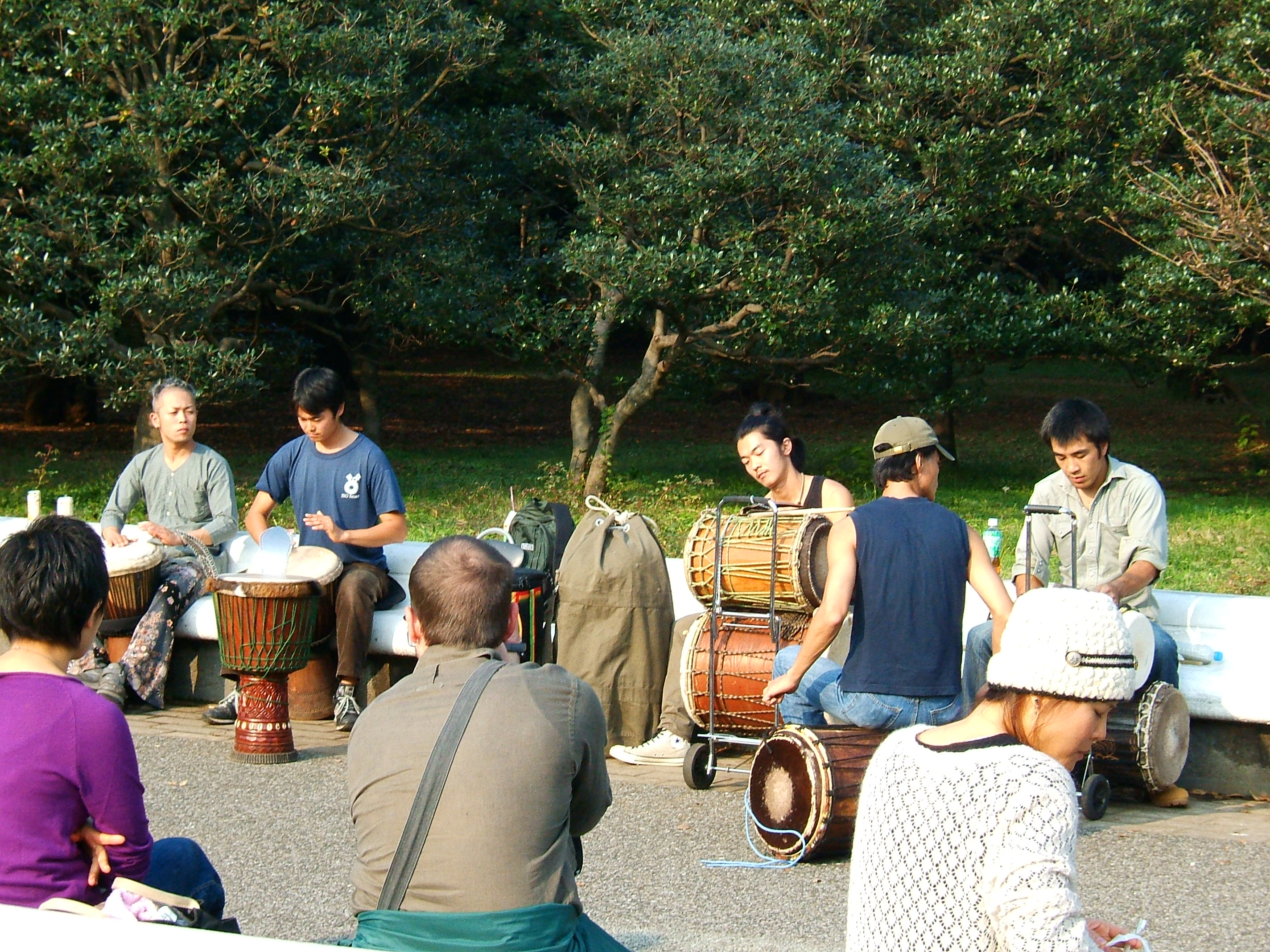
打鼓
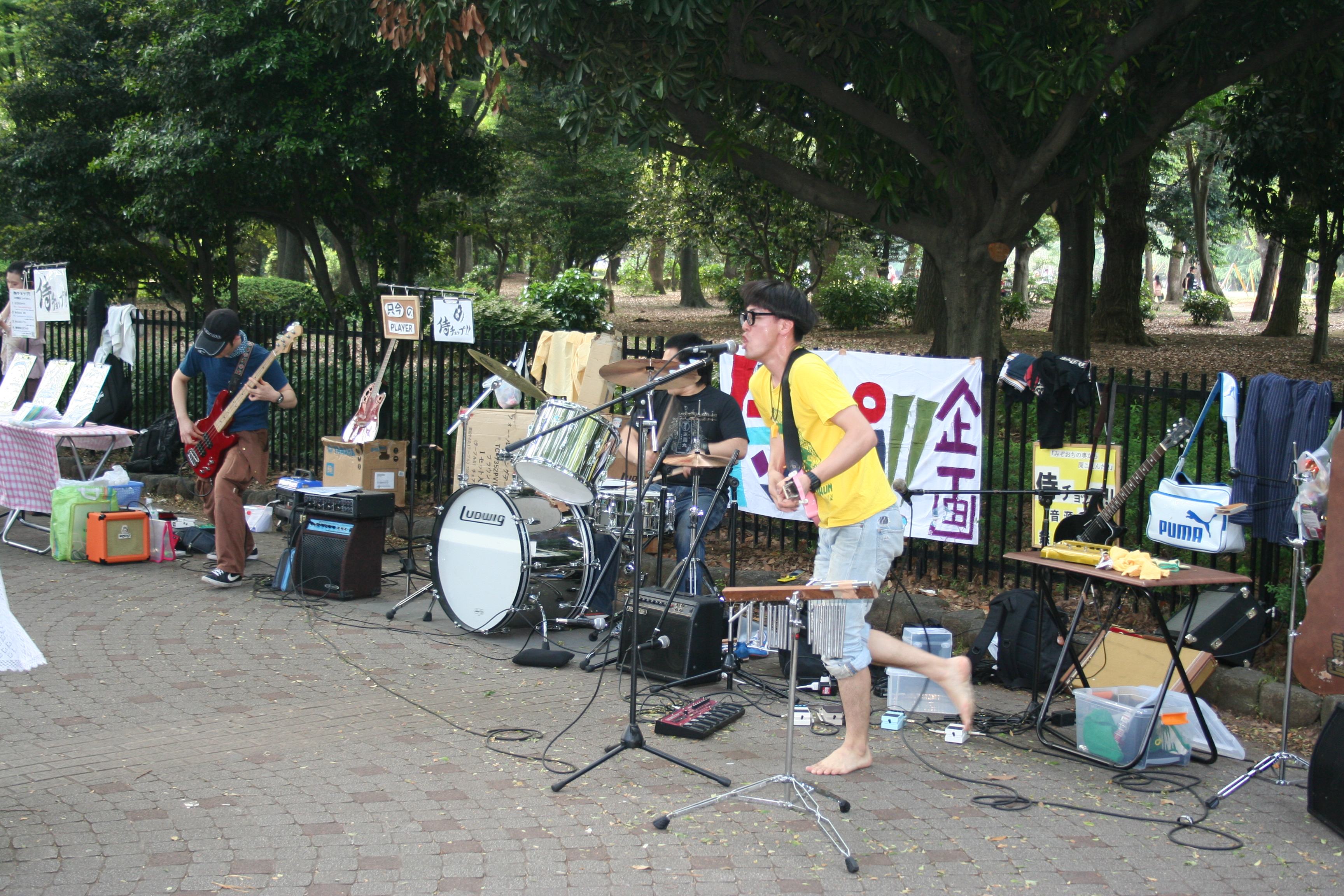
演奏
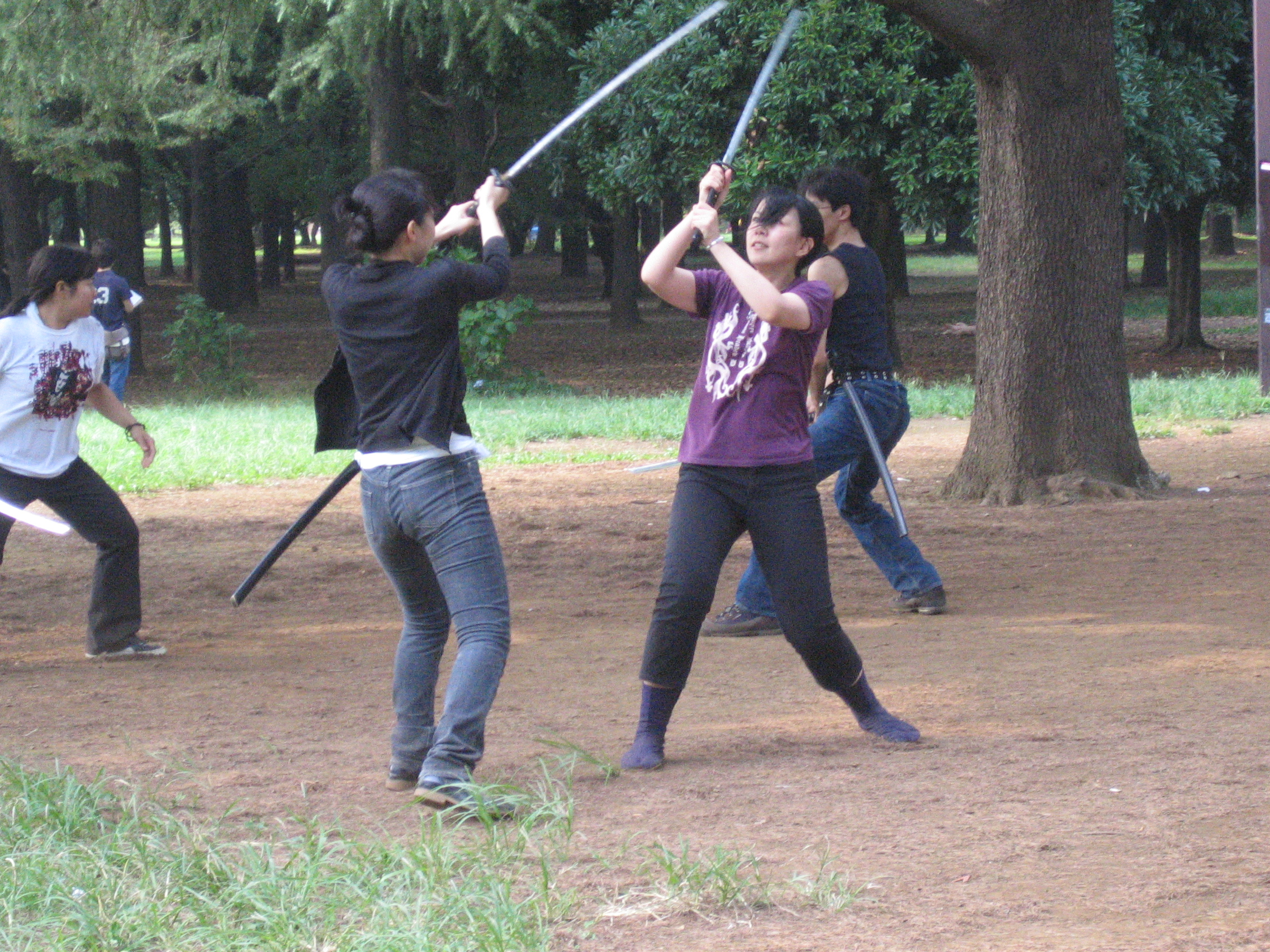
排练
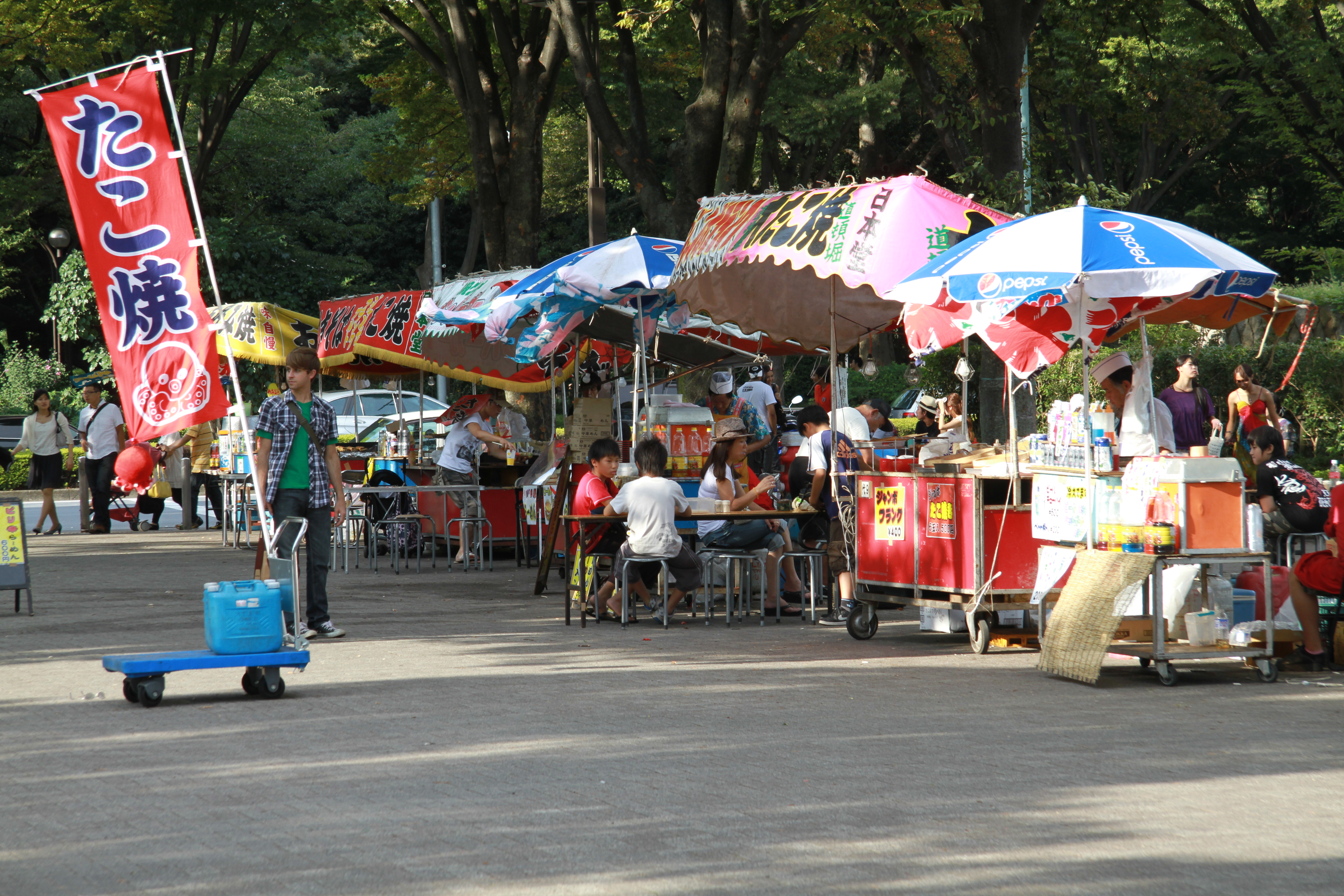
摊子

## 交通
- JR东日本山手線原宿站步行3分钟
- 东京地下铁千代田线代代木公园站(C02)步行3分钟
- 小田急小田原線代代木八幡站步行6分钟
- 停车场（收费）